# 科洛
37°0′20″N 6°33′37″E / 37.00556°N 6.56028°E

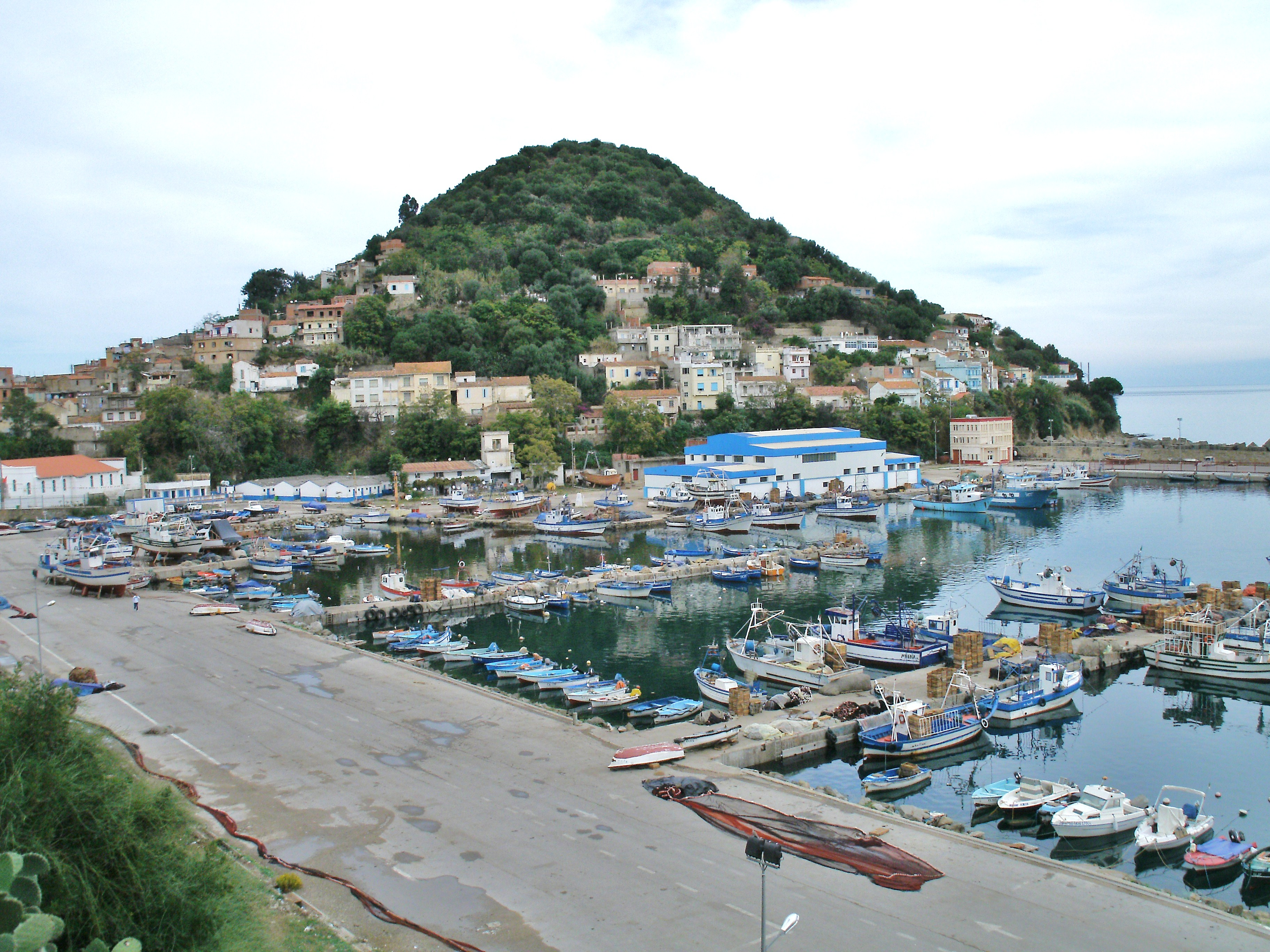
科洛

科洛（阿拉伯语：‎），是阿爾及利亞的城鎮，位於該國東北部，由斯基克達省負責管轄，是科洛區的首府，面積24平方公里，2008年人口为35,682人，人口密度每平方公里1,487人。